# عساب (تعز)
عساب هي إحدى قرى الجمهورية اليمنية. تتبع جغرافيا لمحافظة تعز وإداريًا لمديرية المعافر. يبلغ تعداد سكانها 1457 نسمة حسب الإحصاء الذي أجري عام 2004.